# Kemény György (orvos)
Kemény György (Nagyvárad, 1925. október 3. – Budapest, 1973. december 2.) magyar orvos, hisztológus, az orvostudományok doktora (1962).

## Életútja
Szülővárosában, a nagyváradi Kecskeméti Lipót Zsidó Gimnáziumban érettségizett (1944). Orvosi oklevelét a Marosvásárhelyi Orvosi és Gyógyszerészeti Intézetben szerezte (1950). Már diákként bekapcsolódott a szövettani tanszék munkaegyüttesébe, 1959-től tanársegéd, 1963-tól adjunktus, az Orvosi Szemle szerkesztő-titkára (1953–65), a szövettani tanszék előadótanára 1970-től.
A romániai hisztokémiai vizsgálatok egyik úttörője: az egyes hámok hisztofiziológiáját, a máj patológiáját, a heterotop csontosodást kísérleti úton tanulmányozta. A romániai Orvosi Szemle–Revista Medicală, Studii și Cercetări de Inframicrobiologie, Microbiologie și Parazitologie) és a budapesti (Orvosi Hetilap) folyóiratokban, valamint a montecasinói (1966) és modenai (1968) hepatológiai kongresszusok köteteiben megjelent dolgozatai főleg a beteg máj kezelésével, a szeleniumhiány hatásával a májparenchimára, az egyes hámok szövet- és élettanával, a nyirokszövetek reaktiválásával foglalkoztak.
Csathó Gyulával együtt társszerzője a Gündisch Mihály szerkesztette Szövettani gyakorlatok című kőnyomatos jegyzetnek (Marosvásárhely, 1956).